# Течение Рос
Течение Рос е едно от двете океански течения, съществуващи в Южния океан и по-точно в Море Рос. Движението на водите се извършва по часовниковата стрелка и се формира от взаимодействието между арктическите околополюсни течения и Антарктическия континентален шелф. Това е течението, което пренася най-големи маси вода от Антарктида.
На база на дългогодишни изследвания, в рамките на течението Рос се наблюдава намаляване на солеността на океанските води, особено в повърхностните слоеве. Солеността им през последните години е спаднала до стойности, вариращи от 34,75 до 34,85 ‰. Тези промени са придружени от затопляне на климата около остров Рос и на водите на дълбочина до 300 m. на север от континенталния шелф. Това рефлектира в изтъняване на ледената покривка на шелфа в югоизточната част на Тихия океан и увеличаване на топенето на ледовете в западната му част.